# فهرست آهنگ‌های دیس
این فهرستی است از آهنگ‌های دیس یا دیس‌تِرَک که هدف اصلی آن‌ها حمله لفظی به شخصی دیگر، معمولاً یک هنرمند دیگر است.

## صنعت سنتی موسیقی
| تاریخ انتشار    | نام آهنگ                             | دیس‌کننده(ها)                        | دیس‌شونده(ها)                                                                                             | در پاسخ به | یادداشت‌ها | منبع                           |
| --------------- | ------------------------------------ | ----------------------------------- | --- | --- | --- | ------------------------------ |
| ۱ دسامبر ۱۹۸۶   | «برانکس جنوبی»                       | بوگی داون پروداکشنز                 | ام‌سی شان و جوس کرو                                                                                       | انتقاد دی‌جی مستر مجیک از یکی از اولین آثار کی‌آراس-وان.                                                                                                | نخستین قطعهٔ دیس در جنگ‌های پل. | [ ۱ ]                          |
| ۳ مارس ۱۹۸۷     | «پل تمام شده»                        | بوگی داون پروداکشنز                 | ام‌سی شان، مارلی مارل، جوس کرو و رپرهایی از کویینز و پروژه‌های ساختمانی کویینزبریج.                        | قطعهٔ «پل» اثر ام‌سی شان | بخشی از جنگ‌های پل، یکی از اولین هم‌آوری‌های هیپ‌هاپ. | [ ۱ ]                          |
| ۳ نوامبر ۱۹۸۷   | «حالا چطور از من خوشت میاد»          | کول مو دی                           | ال ال کول جی                                                                                             | | | [ نیازمند منبع ]               |
| ۱۹ ژانویه ۱۹۸۸  | «دروغگو»                             | مگادث                               | عضو سابق گروه، کریس پولند                                                                                | | خواننده/گیتاریست اصلی گروه، دیو ماستین مدعی شد که پولند گیتارهای می‌دزدیده و برای تأمین پول خرید هروئین، آن‌ها را به فروش می‌رسانده است.                                                             | [ ۲ ]                          |
| ۱۷ ژوئن ۱۹۹۰    | «تا طلوع آفتاب»                      | ال ال کول جی                        | کول مو دی، آیس-تی و ام‌سی همر                                                                             | قطعه‌های سندیکا و کاسب تو، منم اثر آیس-تی | پس از انتشار ۲ قطعهٔ دیس در سال ۱۹۸۸، آیس-تی پس از آن که کول جی به‌خاطر بی‌حرمتی در قطعهٔ آزادی بیان خود در سال ۱۹۸۹ بازداشت شد، از او دفاع کرد؛ اما پس از آن ال ال کول جی دیس پاسخ خود را منتشر کرد. | [ ۳ ]                          |
| ۴ مارس ۱۹۹۱     | «لعنت به کامپتون»                    | تیم داگ                             | دی‌جی کویک، آیس کیوب، میشله و ان.دابلیو.ای                                                                | | | [ ۴ ]                          |
| ۱۳ اوت ۱۹۹۱     | «کلامی خطاب به شر!!»                 | جرمین جکسون                         | مایکل جکسون                                                                                              | | این ترانه برای قرار گرفتن در آلبوم، تغییر یافت. | [ نیازمند منبع ]               |
| ۲۹ اکتبر ۱۹۹۱   | «بدون وازلین»                        | آیس کیوب                            | هم‌گروهی‌های سابق ان.دابلیو.ای، ایزی-ئی، دکتر دره، ام سی رن، دی‌جی یلا و مدیرشان، جری هلر                   | «۱۰۰ مایل و همچنان پابرجا» و «کاکاسیاه‌های واقعی» از ۱۰۰ مایل و همچنان پابرجا و «پیامی برای بی.ای.» ازکاکاسیاه‌ها برای همیشه اثر ان.دابلیو.ای           | آیس کیوب پیش از این در آلبوم چندآهنگهٔ خود با نام با اراده بکش در قطعات سرزنش برای بیت‌ها و باید بگویم چه خبر!!!، چند دیس مختصر خطاب به ان. دابلیو. ای منتشر کرده‌بود.                               | [ ۵ ] [ ۳ ]                    |
| ۲۰ مه ۱۹۹۳      | "گور پدر دره دی (و جشن هر کس دیگری)" | دکتر دره فیت. اسنوپ داگ             | ایزی-ئی، تیم داگ و لوثر (لوک) کمبل                                                                       | | ایزی-ئی همراه پیشین دکتر دره در گروه ان.دابلیو.ای بود. | [ ۳ ]                          |
| ۲۶ اوت ۱۹۹۳     | موسافوکین جیز واقعی                  | ایزی-ئی فیت. درستا و بی.جی. ناک اوت | عضو پیشین ان.دابلیو.ای در گروه دکتر دره و راهنمایش اسنوپ داگ                                             | گور پدر دکتر دره دی (و جشن هر کس دیگری') and "فاحشه‌ها هیچ چی نیستن" اثر دکتر دره                                                                      | | [ ۳ ]                          |
| ۱۸ اکتبر ۱۹۹۴   | ”چی کار می‌خوای بکنی”                 | دا داگی پوند                        | بی.جی. ناک اوت، درستا، ایزی-ئی و کلد ۱۷۸یوام                                                             | | | [ نیازمند منبع ]               |
| ۲۰ فوریه ۱۹۹۵   | "کی زدت؟"                            | نوتوریوس بی.آی.جی                   | توپاک شکور                                                                                               | | نوتوریس بی.آی.جی. گفته بود شکور هدف آهنگش نبوده و این آهنگ پیش از شلیک به شکور و کشته شدنش ساخته و ضبط شده است.                                                                                   | [ ۳ ]                          |
| ۱۷ سپتامبر ۱۹۹۵ | "نیویورک، نیویورک"                   | دا داگی پوند                        | نیویورک هیپ هاپ سین                                                                                      | | | [ ۳ ]                          |
| ۳۱ اکتبر ۱۹۹۵   | "شیطان استراحت نمی‌کند"               | سایپرس هیل                          | آیس کیوب                                                                                                 | | | [ ۳ ]                          |
| ۲۱ نوامبر ۱۹۹۵  | "با یو رِپ زندگی کن"                  | ثری سیکس مافیا                      | بون ثاگز اند هارمونی                                                                                     | | | [ نیازمند منبع ]               |
| ۱ مارس ۱۹۹۶     | "ال. اِی. ال. اِی"                     | کاپون-ان-موریگا                     | دا داگی پوند و لوس آنجلس هیپ هاپ سین                                                                     | "نیویورک، نیویورک" | | [ ۳ ] [ نیازمند بازبینی منبع ] |
| ۴ ژوئن ۱۹۹۶     | "بزنشون"                             | توپاک شکور فیت. د اوتلاز            | چند رپ‌کن از هیپ هاپ ساحل شرقی، که بزرگ‌ترین‌شان نوتوریوس بی.آی.جی بود و به گنده‌های کوچولو نیز شهرت داشتند. | | یکی از تاثیرگذارترین آهنگ‌های رقابت هیپ هاپ ساحل شرقی-ساحل غربی. روی رو و پشت صفحه آهنگ "خودت بگو چطوری می‌خوایش" نقش بست.                                                                          | [ نیازمند منبع ]               |
| ۲۵ اوت ۱۹۹۶     | "روشون الماس بریز"                   | ماب دیپ                             | توپاک شکور                                                                                               | | | [ نیازمند منبع ]               |
| ۱ سپتامبر ۱۹۹۷  | "فاحشه درون تو"                      | کامن                                | آیس کیوب، مک ۱۰ و دابلیوسی                                                                               | آهنگ پیشین تریوس " غصاب‌خانه غربی " | "غصاب‌خانه غربی" خود پاسخی بود به آهنگ سال ۱۹۹۴ کامن به نام "من اج.ای. آر را دوست داشتم", که در آن کامن رپ‌کن‌های گانگستر را مورد نقد قرار می‌دهد.                                                    | [ ۳ ] [ نیازمند بازبینی منبع ] |
| ۲۵ مارس ۱۹۹۷    | "ضربه به در"                         | نوتوریوس بی.آی.جی                   | ناز، جرو د داماها، ریکون، گوستفیس کیلا و حتی تولیدکننده آهنگ، دی‌جی پریمیر                                | | | [ نیازمند منبع ]               |
| ۲۴ مارس ۱۹۹۸    | "راند دوم ناک اوت"                   | کانیبوس                             | ال ال کول جی                                                                                             | مسرعی در آهنگ "۴، ۳، ۲، ۱" که در آن ال ال کول جی، کانیبوس را دیس کرد.                                                                                 | | [ نیازمند منبع ]               |
| ۱۴ مارس ۱۹۹۹    | "طوفان خاموش"                        | ماب دیپ فیت. لیل کیم                | فاکسی براون                                                                                              | | بخشی از نزاع کهنه میان دو هنرمند. فاکسی براون نیز پاسخ داد و این نزاع به یک درگیری مسلحانه تبدیل شد که در آن ۲۰ تیر شلیک شد.                                                                      | [ ۳ ]                          |
| ۱۰ اوت ۱۹۹۹     | "چطور بدزدیم"                        | فیفتی سنت                           | یک‌دوجین هنرمند                                                                                           | | | [ ۳ ]                          |
| ۱۲ اکتبر ۱۹۹۹   | "زندگیت رو لبه تیغه"                 | فیفتی سنت                           | جا رول                                                                                                   | | | [ ۳ ]                          |
| ۱۱ سپتامبر ۲۰۰۱ | "جانشینی"                            | جی-زی                               | ناز و پرادیجی از ماب دیپ                                                                                 | | | [ ۸ ]                          |
| ۴ دسامبر ۲۰۰۱   | "اتر"                                | ناز                                 | جی-زی | آهنگ "جانشینی" جی‌زی | | [ ۸ ]                          |
| ۱۱ دسامبر ۲۰۰۱  | "خیلی زشت"                           | جی-زی                               | ناز | آهنگ "اتر" از نس | | [ ۸ ]                          |
| ۳ مارس ۲۰۰۵     | "بانک خوکی"                          | فیفتی سنت                           | ناز، فت جو، د لاکس                                                                                       | | | [ نیازمند منبع ]               |
| ۳۰ ژوئیه ۲۰۰۹   | "هشدار"                              | امینم                               | ماریا کری                                                                                                | آهنگ "وسواسی" از ماریکا کری | | [ ۹ ] [ ۱۰ ]                   |
| ۲۹ ژوئیه ۲۰۱۵   | "با انرژی"                           | دریک                                | میک میل                                                                                                  | | | [ نیازمند منبع ]               |
| ۳۱ ژوئیه ۲۰۱۵   | "پشت به پشت"                         | دریک                                | میک میل                                                                                                  | | | [ نیازمند منبع ]               |
| ۲۶ ژانویه ۲۰۱۶  | "خط صاف"                             | بی. او. بی                          | نیل دگراس تایسون                                                                                         | | در دفاع از عقیده بی.او. بی که با باور به تئوری توطئه معتقد به صاف بودن زمین است. | [ ۱۱ ] [ ۱۲ ] [ ۱۳ ]           |
| ۱۳ فوریه ۲۰۱۸   | "میا خلیفه"                          | آی‌لاوفرایدی                         | میا خلیفه                                                                                                | یک تویت جعلی منتسب به میا خلیفه که در آن او یکی از اعضا به نام اقسا را به خاطر سیگار کشیدن در حالی که حجاب اسلامی در موزیک ویدیوش داشته، شماتت می‌کند. | | [ ۱۴ ]                         |
| ۲۵ مه ۲۰۱۸      | "فرابنفش"                            | پوشا تی                             | دریک | | | [ نیازمند منبع ]               |
| ۲۵ مه ۲۰۱۸      | "داپلی فریستایل"                     | دریک                                | پوشا تی و کانیه وست                                                                                      | آهنگ "فرابنفش" از پوشاتی | در همان روز عرضه آهنگ پاسخ آن داده شد. | [ نیازمند منبع ]               |
| ۲۹ مه ۲۰۱۸      | "داستان آدیدان"                      | پوشا تی                             | دریک | آهنگ "داپی فریستایل" از دریک | این آهنگ ۴ روز پس از آهنگ داپی فریستایل دریک عرضه شد و دریک در آلبوم عقرب به آن پاسخ داد. | [ نیازمند منبع ]               |
| ۱ ژوئن ۲۰۱۸     | "آدما رو می‌کشم"                      | تریپل رد فیت. چیف کیف و تادو        | سیکس ناین                                                                                                | در نزاع دونفره‌شان با سیکس ناین. | | [ ۱۵ ]                         |
| ۳ سپتامبر ۲۰۱۸  | "شیطان رپ"                           | مشین گان کلی                        | امینم | امینم ۴ روز پیش از عرضه آهنگ شیطان رپ، مشین گان کلی را در آهنگ "بی‌شباهت" دیس کرده بود.                                                                | این آهنگ در جدول آیتونز آمریکا توانست رتبه نخست را به‌دست‌آورد. | [ ۱۶ ]                         |
| ۱۴ سپتامبر ۲۰۱۸ | "کیل‌شات"                             | امینم                               | مشین گان کلی                                                                                             | آهنگ "شیطان رپ" از مشین گان کلی | در هفته نخست عرضه توانست رتبه سوم را در ۱۰۰ آهنگ داغ بیلبورد آمریکا به‌دست‌آورد. | [ ۱۷ ]                         |

## یوتیوب
این دیس‌ترک‌ها به سبب توزیع در یوتیوب و همچنین ساخته شدنشان توسط یوتوبرهای مشهور، شناخته شده‌اند. با وجود آن‌که این آهنگ‌ها در خارج از حیطه صنعت سنتی موسیقی ساخته شده‌اند، طرفداران فراوانی به خود جلب نموده‌اند و موفق به کسب گواهی‌نامه‌های آرآی‌اِی‌اِی شده و حتی در خارج از این سکوهای توزیع اینترنتی نیز مورد پذیرش واقع شوند.
| تاریخ انتشار    | نام آهنگ                       | دیس‌کننده(ها)                             | دیس‌شونده(ها)                                 | در پاسخ به                                                                          | بازدیدها (از ۷ ژوئیه ۲۰۱۰) | یادداشت‌ها |
| --------------- | ------------------------------ | ---------------------------------------- | -------------------------------------------- | ----------------------------------------------------------------------------------- | -------------------------- | --- |
| ۴ آوریل ۲۰۱۷    | "من نَزَدَمِش"                     | رایس‌گام                                  | گبی شو                                       |                                                                                     | ۵۰٬۲۰۰٬۰۰۰                 | پاسخ رایس‌گام به اتهام‌های سوءاستفاده علیه او که از سوی گبی هانا مطرح شده بود. |
| ۳۰ مه ۲۰۱۷      | «کار هر روز ما»                | جیک پال فیت جیک پال                      | Alissa Violet                                |                                                                                     | ۲۶۹٬۰۰۰٬۰۰۰                | گواهی‌نامه آرآی‌اِی‌اِی پلاتینیوم در ربته ۹۱ ۱۰۰ آهنگ داغ بیلبورد قرار گرفت.رتبه سوم از فهرست ویدیوهای با بیش‌ترین ناپسندیده شدن در یوتوب. که سبب ایجاد نزاع‌های فراوان و شکل‌گیری دیس‌ترک‌های بسیاری شد. |
| ۱ ژوئن ۲۰۱۷     | «لوگان حال آدم رو به هم می‌زنه» | جیک پال                                  | لوگان پاول                                   |                                                                                     | ۲۶٬۱۰۰٬۰۰۰                 | |
| ۳ ژوئن ۲۰۱۷     | «لوگان پاول»                   | لوگان پاول فیت وای دونت وی               | جیک پال                                      | آهنگ «لوگان حال آدمو به هم می‌زنه» از جیک پاول                                       | ۲۵۸٬۰۰۰٬۰۰۰                | بزرگ‌ترین نزاع میان کسانی که جیک پاول به آن‌ها در آهنگ "کار هر روزه برادر" ارجاع داده بود. پربازدیدترین ویدیو از لوگان پاول.                                                                      |
| ۹ ژوئن ۲۰۱۷     | «کار هر شبه خواهر»             | رایس‌گام فیت آلیسا وایولت                 | جیک پال                                      | آهنگ «کار هر روزه برادر» از جیک پاول                                                | ۱۸۵٬۰۰۰٬۰۰۰                | گواهی‌نامه آرآی‌اِی‌اِی پلاتینیوم که رتبه هشتادم ۱۰۰ آهنگ داغ بیلبورد را به‌دست‌آورد. |
| ۱۱ ژوئن ۲۰۱۷    | «خیزش پاول‌ها»                  | لوگان پاول فیت جیک پال                   | نظردهندگان یوتوب                             | نقد برادر پاول                                                                      | ۷۳٬۹۰۰٬۰۰۰                 | |
| ۱۷ ژوئیه ۲۰۱۷   | «ما بهتر انجامش می‌دیم»         | تنر فاکس، فیت، دایلان متیو و تیلور آلسیا | رایس‌گام                                      |                                                                                     | ۵۸٬۱۰۰٬۰۰۰                 | |
| ۲۳ ژوئیه ۲۰۱۷   | «خدای کلیسا»                   | رایس‌گام                                  | تَنِر فاکس                                     | آهنگ «ما بهترین انجامش میدیم» از تنر فاکس                                           | ۷۲٬۸۰۰٬۰۰۰                 | |
| ۵ اوت ۲۰۱۷      | «دیس‌ترک ستاره‌های یوتوب»        | جیک پال                                  | خبرنگاری جنرال                               |                                                                                     | ۵۳٬۵۰۰٬۰۰۰                 | نیمی دیس‌ترک و نیمی تجریه و تحلیل ویدیو. |
| ۷ اوت ۲۰۱۷      | "درام"                         | بهزینگا                                  | کی‌اس‌آی                                       | آهنگ "زمین‌لرزه" از کِی‌اِس‌آی                                                           | ۱۵٬۲۰۰٬۰۰۰                 | |
| ۸ اوت ۲۰۱۷      | «کی‌اس‌آی حال ادمو به هم می‌زنه»  | روتوشا                                   | کی‌اس‌آی                                       | آهنگ 'پسر کوچولو' از کی‌اس‌آی                                                         | ۵۸٬۸۰۰٬۰۰۰                 | |
| ۱۲ اوت ۲۰۱۷     | «برادر کوچک کِی‌اِس‌آی»            | مینیمینتِر                                | دِجی                                          | آهنگ «دیس‌ترک سایدمن» از دجی                                                         | ۵۹٬۳۰۰٬۰۰۰                 | |
| ۱۲ اوت ۲۰۱۷     | «زمین‌لرزه»                     | کی‌اس‌آی فیت. رایس‌گام                      | بزینگا                                       | آهنگ «دراما» از بزینگا                                                              | ۴۶٬۳۰۰٬۰۰۰                 | کی‌اس‌ای پس از نزاع با سایدمن، به تاریخ سوم می ۲۰۲۰ موزیک‌ویدیو را از یوتوب برای همیشه حذف کرد. |
| ۱۳ اوت ۲۰۱۷     | «پسر کوچولو»                   | کی‌اس‌آی                                   | روتوشا                                       | آهنگ «کی‌اس‌آی حال به‌هم زن است» از روتوشا                                             | ۵۸٬۰۰۰٬۰۰۰                 | به رتبه هشتاد و دوم از جدول تک‌آهنگ‌های بریتانیا دست یافت. |
| ۲۴ اوت ۲۰۱۷     | «دو کبوتر، یک سنگ»             | کی‌اس‌آی                                   | روتوشا و جو وِلِر                              | آهنگ «این است کی‌اس‌آی» از روتوشا                                                     | ۲۶٬۲۰۰٬۰۰۰                 | به رتبه نود و سوم از جدول تک‌آهنگ‌های بریتانیا دست یافت. |
| ۸ سپتامبر ۲۰۱۷  | «سیب آدم»                      | کی‌اس‌آی                                   | نت‌نوبادی                                     | آهنگ «دیس‌ترک ای‌دی» از نت‌نوبادی                                                      | ۲۹٬۳۰۰٬۰۰۰                 | در موزیک ویدیوی این آهنگ، آنسا، همسر پیشین نت‌نوبادی به نمایش در می‌آید. کسب رتبه نود و هفتم در جدول تک‌آهنگ‌های بریتانیا.                                                                          |
| ۳ اکتبر ۲۰۱۷    | «جیک پاول آسیایی»              | ایدوباز فیت. بوی‌ایناباند                 | رایس‌گام                                      |                                                                                     | ۱۲۴٬۰۰۰٬۰۰۰                | ایدوباز از نام پاول در عنوان‌های هر دو ویدیو بهره برد تا «به [رایس‌گام] اجازه ندهد از این‌که نامش در عنوان ویدیوها باشد یا نگاره‌اش در نگاره بندانگشتی یوتوب جای بگیرد، لذت ببرد.»                  |
| ۱۰ اکتبر ۲۰۱۷   | «پلیس رو بترسون»               | رایس‌گام                                  | ایدوباز                                      | آهنگ «جیک پاول آسیایی» از ایدوباز                                                   | ۳۶٬۶۰۰٬۰۰۰                 | سی و هفتیمن ویدیو با بیش‌ترین آمار عدم رضایت در یوتوب. |
| ۲۶ نوامبر ۲۰۱۷  | «آمار رو چک کن»                | وولفی فیت. رایس‌گام                       | بیگ شگ                                       | چانکز فیت. بیگ شگ و «دماغه شیر آب» از تیم آلبو                                      | ۲۵٬۷۰۰٬۰۰۰                 | |
| ۱۰ دسامبر ۲۰۱۷  | «دیس‌ترک سانتا»                 | لوگان پاول                               | بابا نوئل                                    |                                                                                     | ۸۴٬۹۰۰٬۰۰۰                 | |
| ۱۱ مه ۲۰۱۸      | "معلم‌های من"                   | جیک پال                                  | معلم‌ها به‌طور کلی                             |                                                                                     | ۱۹٬۹۰۰٬۰۰۰                 | |
| ۱۷ اوت ۲۰۱۸     | «روی نقطه»                     | کی‌اس‌آی                                   | لوگان پاول                                   | آهنگ 'خداحافظ کی‌اس‌آی' از لوگان پاول                                                 | ۳۸٬۰۰۰٬۰۰۰                 | این آهنگ بخشی از دگانه نزاع بود و در رتبه‌بندی وایت کالر و هشت روز پیش از مسابقه بوکس آماتور کی‌اس‌آی در برابر لوگان پاول به بازار عرضه شد.                                                        |
| ۲۱ اوت ۲۰۱۸     | «خداحافظ کی‌اس‌آی»               | لوگان پاول                               | کی‌اس‌آی                                       |                                                                                     | ۳۳٬۳۰۰٬۰۰۰                 | این آهنگ بخشی از دگانه نزاع بود و در پاسخ به آهنگ «روی نقطه» از کی‌اس‌آی پخش شد. و چهار روز پیش از مسابقه بوکس آماتور کی‌اس‌آی در برابر لوگان پاول به بازار عرضه شد.                                |
| ۲۰ سپتامبر ۲۰۱۸ | "قایق"                         | گبی دمارتینو                             | اس‌اس‌اسنیپرولف و طرفداران آریانا گرانده       | آهنگ "من یک کدم" از کودی کو                                                         | ۳٬۲۵۰٬۰۰۰                  | این آهنگ در پاسخ به طرفداران آدریانا گرنید و آهنگ «آدریانا وانابی» که پاسخی بود به یک یوتوبر به نام اس‌اس‌اسنیپرولف که او را در ویدوی خود دیس کرده بود.                                           |
| ۵ اکتبر ۲۰۱۸    | "من یک کد هستم"                | کودی کو                                  | گبی دمارتینو، جاستین رابرتز و گوچیبری        |                                                                                     | ۶٬۱۶۰٬۰۰۰                  | این آهنگ در تمسخر آهنگ دمارتینو به نام "قایق", آهنگ کوستین رابرتز به نام "شش سر" و "بوتی هول ترول" از گوچیبری، عرضه شد.                                                                         |
| ۵ اکتبر ۲۰۱۸    | "فاحشه لاساگنا"                | پیودی‌پای و پارتی این بک‌گراند             | تی-سریز                                      |                                                                                     | ۲۸۸٬۰۰۰٬۰۰۰                | بخشی از نزاع میان پیودی‌پی و تی‌سریز. |
| ۲۳ نوامبر ۲۰۱۸  | «ناامن»                        | کوادکا                                   | کی‌اس‌آی                                       |                                                                                     | ۳۲٬۵۰۰٬۰۰۰                 | این آهنگ پس از آن‌که کی‌اس‌آی کوادکا و تنی چند از رپ‌کن‌های دیگر را در پادکست «چی خوب است» را دیس کرد، منتشر شد.                                                                                     |
| ۲۴ نوامبر ۲۰۱۸  | "منچیلد"                       | راندولف                                  | دجی                                          |                                                                                     | ۱۴٬۳۰۰٬۰۰۰                 | |
| ۳۱ مارس ۲۰۱۹    | "Congratulations"              | پیودی‌پای، رومی و بویاینه‌بند              | تی-سریز                                      | آهنگ تی‌سری به نام گذر از پیودی‌پی به عنوان کانال با بیش‌ترین مشترک در یوتوب گزینش شد. | ۱۸۳٬۰۰۰٬۰۰۰                | بخشی از نزاع میان پیودی‌پی و تی‌سریز. |
| ۹ فوریه ۲۰۲۰    | "داغون شدن"                    | لوگان پاول                               | آنتونیو براون                                |                                                                                     | ۱۸٬۴۰۰٬۰۰۰                 | بخشی از نزاع بین لوگان پاول و آنتونیو براون |
| ۲۱ مه ۲۰۲۰      | "در آرامش بخواب"               | جیمز دنیلز                               | مورگز                                        |                                                                                     | ۱٬۱۲۰٬۰۰۰                  | در این آهنگ، مورگز هدف قرار گرفته شده بود. |
| ۱۹ ژوئن ۲۰۲۰    | "باز هم نتوانست پاسخ دهد"      | بیگ انت داگ                              | دوجا کت و ثاگاتراند روبن                     |                                                                                     | (حذف شده)                  | که دوجا کت روبن را هدف قرار داد. |
| ۱۸ ژوئیه ۲۰۲۰   | "آهنگ دیس وایولین"             | دیوی۵۰۴                                  | توست‌وایولین                                  | "وایولین بهتر از بیس است. (یک آهنگ دیس دارای سه‌سمفونی)"                             | ۱٬۳۵۵٬۰۰۰                  | این آهنگ دیس به منظور تمسخر ساخته شد و معنی آن این بود که نه دیوی۵۰۴ و نه توست‌وایولین از یکدیگر تنفری نداشته‌اند.                                                                                |
| ۱۹ اوت ۲۰۲۰     | "نظریه‌های همه‌چیز"              | زابینه هوسنفلدر                          | آنتونی گرت لیسی، اریک واینستین، استیون ولفرم |                                                                                     | ۲۵٬۳۸۸                     | در این آهنگ دیس، هوسنفلدر از اینکه باید درباره نظریه همه‌چیز اظهار نظر کند، شکایت می‌کند. |

## دیس‌های رپ فارسی
| تاریخ انتشار | نام آهنگ                        | دیس‌کننده(ها)                                      | دیس‌شونده(ها)                         | اطلاعات ترک |
| ------------ | ------------------------------- | ------------------------------------------------- | ------------------------------------ | --- |
| ۱۳۸۱         | دیس ۰۲۱                         | حصین                                              | گروه ۰۲۱ (هیچ‌کس و…)                  | توی این موزیک حسین رحمتی یا همون ابلیس که بعدا به اسم حصین شناخته شد به هیچکس و بجه های تهران تیکه انداخت. هیچکس ، هژیر ، داریا و سورنا ، طیب ، گروه صاعقه و گروه بدنام از رپرهای خیلی قدیمی بودن که توی سایت 021 موزیک های خودشونو میذاشتن. |
| ۱۳۸۱         | آجیلی                           | زدبازی (سامان ویلسون)                             | گروه آجیلی                           | اولین آهنگ زدبازی که بیت آن کپی از یکی از آهنگ‌های امینم است، اینتروی آهنگ اجرای مهراد هیدن است و مابقی آن را ویلسون می‌خواند. |
| ۱۳۸۲         | فاک زدبازی                      | گروه فایت کلاب ( داریا و سورنا )، تری پاک (پیشرو) | زدبازی                               | این ترک اولین دیس و دیسبک توی رپ فارسی بود ، گروه فایت کلاب ( داریا و سورنا ) به همراهی فینچر و رضا پیشرو که اون زمان تریپاک نام داشت این دیس رو خوندن ، این اولین رونمایی رسمی رضا پیشرو بود. در آینده هم بعد از حواشی زیادی که بین رپرای اون زمان اتفاق افتاده بود آشتی کردند اما رضا پیشرو بیخیال این ماجرا نشد و به دیس کردن زدبازی ادامه داد.                                                                         |
| ۱۳۸۲         | دیسبک ( داریا و فینچر و سورنا ) | گروه زدبازی                                       | گروه فایت کلاب داریا و سورنا و فینچر | این ترک اولین دیسبک رپ فارسی هستش که به گروه فایت کلاب ( داریا و سورنا ) و فینچر داده شد و بعد از این موزیک و موزیک گروه فایت کلاب واژه دیس به رپ فارسی اضافه شد. |
| ۱۳۸۵         | اثر منفی                        | رضا پیشرو به همراه دیاکو، فلاکت و گنگ من          | سامان ویلسون و اعضای زدبازی          | این ترک از معروف‌ترین دیس‌های نسل اول رپ فارسی بود، در این آهنگ رضا پیشرو به ویلسون زنگ می‌زند و صدایش را بعد از فحاشی به او ضبط می‌کند و در اول آهنگ قرار می‌دهد. طبق شنیده‌ها، ورس اول این آهنگ را سروش هیچ‌کس نوشته است. |
| ۱۳۸۵         | دیس صامت                        | ساسی مانکن                                        | هیچ‌کس و پیشرو                        | دیس ساسی مانکن بعد از رد شدن در عضویت در صامت |
| ۱۳۸۵         | منم همین‌طور                     | هیچ‌کس                                             | داریا و سورنا و زدبازی               | تو این آهنگ هیچکس به دعوای داریا و سورنا و زدبازی اشاره میکنه و حتی توی قسمت دوم آهنگ میگه داریا میگه از مهمونی بخون بهتره... یا به سورنا منتاصر میگه تو یه بدخواه داری که ننه اش بالاخواشه ( زدبازی ) دوره بدخواهای من همش باراباسه. چون داریا و سورنا قبلا با زدبازی درگیری و دیس داشتن این دیس اتفاق افتاد. که خیلی زود هم مشکلشون برطرف شد.                                                                            |
| ۱۳۸۸         | واقعی تر از مستند               | هیچ‌کس                                             | سهند کوازی                           | بر سر مسائلی برای تولیدی لباسی که سروش هیچ‌کس راه انداخته بود اختلافاتی بین دو طرف بر سر نام ۰۲۱ پیش آمد و در طی این اتفاقات سهند کوازی ادعا کرد که هیچ‌کس را کتک زده که هیچ‌کس با انتشار این آهنگ به او جواب داد |
| ۱۳۸۹         | پیش قاضی و ملق بازی             | شاهین نجفی و نوید زردی                            | دیس آل                               | مخاطب اصلی این آهنگ حصین و هیچ‌کس بودند اما طبق گفته‌ها در این آهنگ شاهین نجفی به بهرام و یاس نیز اشاره کرده است. |
| ۱۳۸۹         | شک                              | ملتفت                                             | دیس آل                               | شک آخرین ترک از آلبوم انجام وظیفه از لیبل ملتفت بود که در آن رضا پیشرو، حصین، و گروه زدبازی دیس شدند. |
| ۱۳۹۰         | اون مثل داداشم بود              | هیچ‌کس                                             | رضا پیشرو                            | این آهنگ دل‌نوشته هیچ‌کس خطاب به پیشرو در پی اختلافات به وجود آمده بین این دو دوست و همکار قدیمی بود. این آهنگ از ماندگارترین آهنگ‌های هیچ‌کس و تاریخ رپ فارسی است. همچنین پیشرو جواب این هیچ‌کس را در آهنگ لوبیای سحر آمیز در سال ۱۳۹۱ داد. پیشرو تا مدت‌ها فکر می‌کرد هیچ‌کس این کار برای رفاقتشان خوانده ولی پس از مدتی به دیس بودن این ترک پی برد و لوبیای سحر آمیز را منتشر کرد                                               |
| ۱۳۹۱         | چرا بدی                         | زدبازی به همراه هیچ‌کس                             | رضا پیشرو                            | در آلبوم زاخارنامه زدبازی در خرداد ۱۳۹۱ منتشر شد و به نوعی جواب اثر منفی بعد از ۶ سال بود، نکته جالب توجه این آهنگ حضور هیچ‌کس در آهنگ دیس پیشرو که سابقه دوستی و همکاری طولانی ای پیش از این داشته‌اند بود. |
| ۱۳۹۱         | چاقال نامه                      | رضا پیشرو                                         | زدبازی                               | این ترک کمتر از دو روز پس از انتشار آلبوم زاخارنامه ودر جواب ترک چرابدی منتشر شد. |
| ۱۳۹۱         | دروغ تعطیل                      | سهراب ام جی                                       | رضا پیشرو                            | این ترک در جواب چاقال نامه منتشر شد. این ترک به خاطر مسافرت ام جی کمی دیر منتشر شد. |
| ۱۳۹۱         | لی لی حوضک                      | هیدن و ام جی                                      | رضا پیشرو                            | بعد از دروغ تعطیل، دومین دیس زدبازی به پیشرو از زمان انتشار آهنگ چاقال نامه بود |
| ۱۳۹۲         | صبح ظهر شب                      | حصین                                              | هیچ‌کس و علی قاف                      | در این آهنگ حصین ایدئولوژی و عقاید هیچ‌کس از جمله آهنگ «یه روز خوب میاد» و علی قاف را به باد انتقاد گرفت. |
| ۱۳۹۲         | شروع                            | سورنا                                             | یاس                                  | آخرین ترک آلبوم «آوار» علی سورنا که آهنگ‌های سطحی و عامه پسند یاس را مورد انتقاد قرار می‌دهد. |
| ۱۳۹۲         | منصفانه                         | علیرضا جی جی                                      | پیشرو                                | |
| ۱۳۹۲         | خانوم جی جی                     | علی اوج                                           | علیرضا جی جی                         | در بخشی از این آهنگ علی اوج ادای جی جی را درمی‌آورد |
| ۱۳۹۲         | اوبی                            | زدبازی                                            | رضا پیشرو و امیر تتلو                | اوبی که آخرین دیس و همچنین آخرین آهنگ زدبازی پیش از فروپاشی بود، در ادامه درگیری زدبازی با رضا پیشرو منتشر شد. و همچنین توی فیسبوک اون زمان جی جی ادعا میکرد تتلو میخواست با ما فیت بده و در حد ما نیست. تتلو اون زمان مثل ساسی مانکن آهنگ های خالطوری میخوند و اسم آهنگ اوبی از تیپ و استایل و موی بلند اون زمان تتلو گرفته شده                                                                                           |
| ۱۳۹۲         | مشقی                            | جیدال                                             | قاف                                  | بعد از ماجرای خفت شدن جیدال توسط آدم‌های قاف |
| ۱۳۹۵         | سرکوب                           | یاس                                               | دیس آل                               | سرکوب یک آهنگ ۱۲ دقیقه ای بود که جواب یاس به تمام کسانی که پیشتر به او دیس دادند از جمله هیچ‌کس، علی سورنا، قاف و.. بود. سرکوب در پلتفرم‌های پخش موسیقی بیش از ۲۲ میلیون بار شنیده شده است و از آثار پر شنوندهٔ رپ فارسی می‌باشد. |
| ۱۳۹۶         | توتول                           | رضا پیشرو                                         | امیر تتلو                            | در این آهنگ، عقاید و صحبت‌های امیر تتلو و پست‌های اینستاگرامی او در موضوعاتی مانند حجاب و دعوت دختران زیر سن قانونی جهت ورود به حرمسرا و قتل آتنا اصلانی را هدف قرار داد، پیشتر رضا پیشرو و تتلو با هم اختلافاتی داشتند. |
| ۱۳۹۷         | برزخ                            | امیر تتلو                                         | دیس آل                               | این ترک اولین ترک از آلبوم برزخ امیر تتلو است که در رتبه ده تای اول جزو دومین دیس آل رپ فارسی است که در آن ۴۷ نفر از جمله:رض، دوزخ، بهرام، یاس، سروش هیچ‌کس، حمید صفت، رضا پیشرو، جیدال، سهراب ام جی، بهزاد لیتو، سامان ویلسون، محمدرضا شایع، علی قاف، اشکان فدایی، حصین، بابک تیغه، سپهر خلسه، علیرضا جی جی، سیجل، صادق، عرفان پایدار، مهراد هیدن، آرمین زارعی، حسین تهی، پوریا پوتک، ساسی مانکن، محسن چاوشی و … دیس شدند. |
| ۱۳۹۷         | سفارشی                          | یاس                                               | هنرمندان بی‌هنر ایران                 | این آهنگ تیتراژ پایانی سریال رقص روی شیشه بود و در آن یاس وضعیت مارکت موسیقی ایران را مورد انتقاد قرار داد، این ترک مورد استقبال زیادی در بین مخاطبان واقع شد و خوانندگانی مانند شهاب مظفری و ماکان بند به آن واکنش نشان دادند. |
| ۱۳۹۹         | تو کجا بودی                     | هیچ‌کس                                             | دیس آل                               | این آهنگ در آلبوم مجاز هیچ‌کس منتشر شد و به نوعی دیس آل به رپرهایی از جمله حصین، امیر تتلو، شاهین نجفی، بهرام و یاس که در دوران سکوت هیچ‌کس او را دیس کردند بود. |
| ۱۳۹۹         | یخ                              | زدبازی                                            | هیچ‌کس و گروه ملتفت                   | این آهنگ در بازگشت زدبازی پس از ۷ سال به همراه بچه محل عرضه شد و در آن زدبازی هیچ‌کس و اعضای گروه ملتفت از جمله قاف، فدایی و مهدیار را بعد از درگیری‌های قبلی هیچ‌کس با سهراب ام جی دیس کردند. |
| ۱۳۹۹         | دیگه تابلو شده                  | فدایی                                             | زدبازی                               | کمتر از ۲۴ ساعت بعد از آهنگ یخ، فدایی از دوستان هیچ‌کس و از اعضای گروه ملتفت در این آهنگ، زدبازی را مرتبط با حکومت و سپاه پاسداران خواند و محتوای کار این گروه را مورد انتقاد قرار داد. |
| ۱۳۹۹         | لال                             | یاس                                               | ملتفت                                | دیس ترک ناگهانی یاس به ملتفت بعد از نزدیک به یک سال سکوت وی که در مابین درگیری‌های ملتفت و زدبازی انتشار یافت و مورد توجه مخاطبان رپ قرار گرفت. |
| ۱۳۹۹         | چکش                             | شایع                                              | دیس آل                               | این آهنگ از آلبوم عصبانی شایع بود و مخاطب آن سایت‌های شرط‌بندی گردانندگان ان‌ها و همچنین رپرهای تبلیغ کننده از جمله گروه زدبازی، وانتوز و امیر تتلو این سایت‌ها می‌باشد. |
| ۱۳۹۹         | افعی                            | امیر تتلو                                         | هیچ‌کس و گروه ملتفت                   | بعد از درگیری‌های هیچ‌کس و تتلو و همچنین بسته شدن صفحه تتلو در اینستاگرام توسط آزاده اکبری همسر سابق هیچ‌کس، تتلو این دیس ترک به هیچ‌کس و ملتفت را در آلبوم ۷۸ خود منتشر کرد. قرار بود در این کار حصین نیز حضور داشته باشد که به گفته تتلو، به دلیل طولانی شدن زمان نوشته شدن ورس حصین این عدم همکاری بود. این همکاری اتفاق نیفتاد. همچنین در این ترک تیکه‌هایی به حسین تهی، یاس و رضا پیشرو انداخته است.                       |
| ۱۴۰۰         | دو جا                           | حصین و بی‌بال                                      | ملتفت                                | این آهنگ به همراه دیس ترک صبحونه، یک سال و نیم پس از آخرین کار حصین منتشر شد. طبق گفته‌ها این دو آهنگ از سینگل ترک‌های آلبوم یاد وی هستند. در آهنگ دو جا حصین جواب هیچ‌کس در ترک «تو کجا بودی» را می‌دهد و بی بال از اعضای لیبل جوهر سایر اعضای ملتفت از جمله علی قاف و داریوش تبهکار را دیس می‌کند. |
| ۱۴۰۰         | راک استار                       | عرفان پایدار                                      | مهراد هیدن و سامان ویلسون            | این آهنگ بعد از درگیری‌های قدیمی و مجازی عرفان و اعضای گروه زدبازی منتشر شد. عرفان در این آهنگ سامان ویلسون و مهراد هیدن را مورد هدف قرار داد و اعضای زدبازی را با سپاه مرتبط خواند. |
| ۱۴۰۰         | عروس                            | مهراد هیدن و سامان ویلسون                         | عرفان پایدار و جیدال                 | کمتر از ۲۴ ساعت پس از آهنگ راک استار، دیس بک هیدن و ویلسون به نام عروس منتشر شد. در این آهنگ به جز خود عرفان، اعضای دیگر گروه پایدار از جمله جیدال، ایمانمون و تهم مورد هدف قرار گرفتند. این آهنگ به دلیل استفاده از کلماتی ماننده عروس، دختر بچه و توهین به پدر مورد انتقاد برخی از مخاطبین قرار گرفت. |
| ۱۴۰۰         | ابی                             | عرفان پایدار و جیدال                              | مهراد هیدن و سامان ویلسون            | عرفان و جیدال در آهنگی به نام ابی به آهنگ عروس جواب دادند. |
| ۱۴۰۰         | هابیل                           | سهراب ام جی                                       | رضا پیشرو                            | در بین درگیری مجازی سهراب ام جی و رضا پیشرو، سهراب ام جی این دیس را پخش کرد. کورس این ترک برگرفته از کورس ترک چاقال نامه از پیشرو است. این دیس ترک توانست رضا پیشرو را که از فضای بیف دور شده بود را به این فضا برگرداند. |
| ۱۴۰۰         | قابیل                           | رضا پیشرو                                         | سهراب ام جی                          | در پاسخ به ترک هابیل از سهراب ام جی، رضا پیشرو دیس ترکی به نام قابیل را پخش کرد که کورس این ترک برگرفته از آهنگ دروغ تعطیل سهراب ام جی هست. |
| ۱۴۰۰         | بیلیط                           | فدایی                                             | حصین                                 | بعد از اختلافات بین حصین و هیچ‌کس، فدایی طی یک فری استایل حصین را دیس کرد و حصین هم با فری استایلی جواب اورا داد. فدایی بلافاصله دیس ترک بیلیط را منتشر کرد. همچنین این ترک تیکه‌های مستقیمی به یاس و ام جی نیز دارد. ترک بیلیط دارای پانچ‌های بسیاری بود که که لفظ بازی‌های فارسی اصطلاحاً خیابانی و تفسیر طنر فدایی از حصین، از ویژگی‌های این ترک است.                                                                         |
| ۱۴۰۰         | Q69                             | حصین                                              | فدایی                                | دیسبک حصین به بیلیط که توانست ورق را برگرداند و به دلیل قدرت خوانش حصین، قافیه بازی و اجرای سریع یا فست او این دیس ترک نیز بسیار محبوب شد. |
| ۱۴۰۰         | فاتحه                           | فدایی                                             | حصین                                 | دیس دوم فدایی در پاسخ به ترک Q69 از حصین که در آن به یاس نیز تیکه‌هایی می‌اندازد. |
| ۱۴۰۲         | یادگاری                         | فدایی                                             | هیچ‌کس                                | دیس عجیب و غیرمنتظره فدایی به هیچ‌کس، با وجود این که در طول این سالها به نظر می‌آمد روابط اعضای دیگر ملتفت با هیچ‌کس به هم خورده است دو طرف به‌طور مستقیم حرفی در این باره نمی‌زدند. |
| ۱۴۰۲         | چاقی چاقی                       | ویناک                                             | ۰۲۱جی                                | |
| ۱۴۰۲         | اجی مجی                         | دانیال                                            | شایع                                 | |
| ۱۴۰۲         | اماله                           | پوری                                              | شاپور، فدایی                         | |
| ۱۴۰۲         | دلقک                            | شاپور                                             | پوری، حمید صفت                       | |
| ۱۴۰۲         | خشم شب                          | پوری                                              | ملتفت                                | |
| ۱۴۰۲         | سگپدر                           | شاپور                                             | پوری، حمید صفت                       | |
| ۱۴۰۲         | اجل                             | پوری                                              | ملتفت                                | |
| ۱۴۰۲         | فکت                             | شاپور                                             | پوری                                 | |
| ۱۴۰۲         | شیب مرگ                         | پوری                                              | ملتفت                                | |
| ۱۴۰۲         | زنا                             | ۰۲۱کید                                            | پوری، حمیدصفت، شاپور                 | |
| ۱۴۰۲         | فک کج                           | آدرویت                                            | ۰۲۱کید                               | این ترک جزو پر فحش‌ترین دیس ترک‌های رپ فارسی است. به عقیده برخی از مخاطبین رپ فارسی این ترک علی‌رغم ضعف‌های زیادی داشت ولی در آن پانچ لاین‌های زیادی دیده شد. |
| ۱۴۰۲         | جیدال                           | ریبار                                             | جیدال                                | |
| ۱۴۰۲         | تهرانو فوبیا                    | دلو                                               | تیجی                                 | |
| ۱۴۰۲         | ته ران                          | تیجی                                              | دلو                                  | |
| ۱۴۰۲         | روست                            | دلو                                               | تیجی                                 | |
| ۱۴۰۲         | هاست                            | تیجی                                              | دلو                                  | |
| ۱۴۰۲         | دالی                            | ایسین                                             | دلو                                  | |
| ۱۴۰۲         | نوافن                           | تی ام                                             | دلو                                  | |
| ۱۴۰۲         | رودگولیت                        | مجهول                                             | دلو                                  | |
| ۱۴۰۲         | مرسی                            | دلو                                               | تیجی                                 | |
| ۱۴۰۲         | پاپا                            | تیجی                                              | دلو                                  | |
| ۱۴۰۲         | سیرک                            | دلو                                               | تیجی                                 | |
| ۱۴۰۲         | باطل                            | شاپور                                             | پوری                                 | |
| ۱۴۰۲         | کفتربازی                        | جیدال                                             | پوری                                 | |
| ۱۴۰۲         | چشم در برابر چشم                | هیپهاپولوژیست                                     | پوری                                 | |
| ۱۴۰۲         | آی تو آی                        | بی‌بال                                             | هیپهاپولوژیست، ویناک، ملتفت          | |
| ۱۴۰۲         | ب تُ نمیرسه                      | مرژاک                                             | ویناک                                | |
| ۱۴۰۲         | تیفوس                           | توماج                                             | دیس آل رپرهای حکومتی و عامه پسند     | ترکی که مدت‌ها قبل ضبط شده بود و با وجود زندانی بودن توماج پخش شد. مخاطب اصلی این ترک حصین، گادپوری، حمید صفت، شایع و زدبازی بود. |
| ۱۴۰۳         | سند                             | آشنا                                              | مشکی                                 | |
| ۱۴۰۳         | شب صورتی                        | آشنا                                              | مشکی                                 | |
| ۱۴۰۳         | کیش و مات                       | آشنا                                              | مشکی                                 | |
| ۱۴۰۳         | توریه                           | مشکی                                              | آشنا                                 | |
| ۱۴۰۳         | نکروفیلیا                       | مشکی                                              | آشنا                                 | |
| ۱۴۰۳         | اختلاف                          | مشکی                                              | آشنا و ملتفت                         | |
| ۱۴۰۳         | خائن                            | فدایی                                             | دیس آل                               | |
| ۱۴۰۳         | می‌گیری                          | فدایی                                             | گادپوری                              | |
| ۱۴۰۳         | ایزی                            | دانیال                                            | علی ضیا و شایع                       | |
| ۱۴۰۳         | شما شنیدین ما دیدیم             | شایع                                              | دانیال                               | |